# Cally Harper Ewing
Cally Ewing (született Calpurnia Elizabeth Harper) a Dallas című sorozat egyik szereplője. Cathy Podewell alakította 1988-1991-ig és 2013-ban. Ő volt Jockey második felesége. 2013-ban, az új sorozat második évadjában visszatért Jockey temetésére.

## Történet
Cally pincérnőként dolgozott a Hayleyville Hotelben. Akkor találkozott Jockey-val, amikor vadászaton volt Bobbyval és a fiaikkal ott Hayleyville-ben. Jockey beleszeretett Callybe, és a lány is belé, majd hamarosan le is feküdtek egymással. Ezután Cally két őrült bátyja meglátta őket az ágyban, és Jockeyt börtönbe juttatták nemi erőszakért. Miután Cally bátyjai kihozták Jockeyt a börtönből, Cally azt hazudta, hogy várandós, és hogy Jockey el akarja venni feleségül. Jockey végül megszökött Hayleyville-ből, és visszatért Dallasba, de Cally követte őt. Azt akarta, hogy Jockey ténylegesen vegye feleségül, és akkor boldogan élhetnek együtt, de Jockey sokáig visszautasítóan bánt a lánnyal.
Cally Samantha segítségével érte el a célját: elhitette Jockeyval, hogy valóban várandós. Ezután össze is házasodtak 1989-ben. A nászéjszakájukon Jockey felfedezte a cselt, és kifejezetten vonzónak találta ezt Callyben. Ezért úgy döntött, hogy házasok maradnak, már csak azért is, mert a fia, John Ross nagyon megkedvelte Callyt.
A házasság viszont rövid életű volt. Amikor Cally elvált Jockeytól 1991-ben, akkor valóban várandós volt Jockey gyermekével. De ezt nem árulta el eleinte Jockeynak, hanem azt hazudta, hogy Jockey törvénytelen fiáé, Jamesé a gyerek. Később James bevallotta Jockeynak az igazat, és Jockey azonnal nyomozást indított Cally után. Meg is találta őt Palm Beachen, a gyermekükkel és az új barátjával. Ekkor Jockey látta, hogy Cally milyen boldog, ezért úgy döntött, hogy békén hagyja őt és a gyermeküket. Jockey itt látta utoljára Callyt, aki 2013-ban tért vissza legközelebb Dallasba, Jockey temetésére.
Az eredeti sorozat záróepizódjában, Jockey álmában kiderült, hogy mi történt volna a környezetében lévő emberekkel, ha ő nem születik meg. Eszerint Cally két gyermekével, és az agresszív férjével élt volna, aki folyamatosan verte őket. Callynek végül elege lett volna az egészből, és lelőtte volna a férjét, majd élete hátralévő részét börtönben töltötte volna. Jockeyt az álmában ez a látvány szomorúsággal töltötte el.

## Fordítás
- Ez a szócikk részben vagy egészben  a   Cally Harper Ewing című angol Wikipédia-szócikk fordításán alapul.  Az eredeti cikk szerkesztőit annak laptörténete sorolja fel. Ez a jelzés csupán a megfogalmazás eredetét és a szerzői jogokat jelzi, nem szolgál a cikkben szereplő információk forrásmegjelöléseként.